# Frank Rönicke
Frank Rönicke ist ein deutscher Journalist, Fotograf und Autor von Sachbüchern.

## Leben
Rönicke wuchs in der DDR auf und floh 1987 in den Westen. Seine Frau und seine Tochter Katrin Rönicke konnten erst 1989, noch vor der friedlichen Revolution in der DDR, nach Igersheim in Baden-Württemberg zu ihm ausreisen.

## Schwerpunkte
Rönicke veröffentlichte eine Reihe von Sachbüchern zu Militaria und Motorthemen, insbesondere im Motorbuch Verlag Stuttgart, der zur Paul Pietsch Verlagsgruppe gehört. Typische Titel sind Bestseller wie Helden der Arbeit und Verdiente Aktivisten zu Nutzfahrzeugen der DDR sowie Deutsche Militärmotorräder. Er ist Coautor Siegfried Rauchs Buch Männer und Motorräder zur deutschen Motorradentwicklung. Der Verlag bescheinigt ihm Sachkenntnis insbesondere bei  Zweitaktmotor(rädern). Ebenso führt der Verlag an, er könne „für seine Bücher auf ein umfangreiches Foto-Archiv zurückgreifen“.
Deutsche Motorräder seit 1960 gilt als übersichtlicher, umfassender Überblick in Wort und Bild über diesen Aspekt der deutschen Fahrzeuggeschichte. Er hat ebenso zu den österreichischen Puch-Motorrädern veröffentlicht.
Resonanz fanden auch Rönickes Betrachtungen zum Zweitaktfahrzeug Trabant und der Technikgeschichte in Eisenach und Zwickau als automobilem Zentrum der ehemaligen DDR. Das Buch Trabant – Legende auf Rädern gilt als Ausweis seiner Fachkenntnis dieses Fahrzeugs.

## Schriften (Auswahl)
- Motorräder des Ostblocks, Band 2: Tschechoslowakei, Ungarn 1945–1990. Motorbuch-Verlag, Stuttgart 2012, ISBN 978-3-613-03215-6.
- Deutsche Motorräder, zwei Bände, I: Deutsche Motorräder. Seit 1960, 2006, II: Deutsche Motorräder. 1945–1960, 2005, beide Motorbuch-Verlag, Stuttgart.
- Siegfried Rauch, Frank Rönicke: Männer und Motorräder: ein Jahrhundert deutscher Motorradentwicklung. Motorbuch-Verlag, Stuttgart 2008, ISBN 978-3-613-02947-7.
- Typenkompass DDR-Motorräder: seit 1945. Motorbuch-Verlag, Stuttgart 2004, ISBN 3-613-02404-7.
- Typenkompass deutsche Militärmotorräder seit 1905. Motorbuch-Verlag, Stuttgart 2010, ISBN 978-3-613-03215-6.